# Pont couvert du Pont-Chrétien-Chabenet
Le pont couvert est un pont situé sur la commune du Pont-Chrétien-Chabenet, dans le département de l'Indre, en France.

## Localisation
Le pont, situé à l'ouest du centre de la commune du Pont-Chrétien-Chabenet, passe au-dessus de la Bouzanne.

## Historique
Ce pont en bois couvert unique en France aurait été construit à la suite d'un arrêté préfectoral du 17 novembre 1855 autorisant le comte de Poix à construire un pont de bois pour réunir les divers héritages dont il était propriétaire.
À l'intérieur du pont, est présente une plaque contenant le texte suivant  : 
"1855 : Un arrêté préfectoral autorise le Comte de Poix, propriétaire du Château de Chabenet à construire ce pont de bois couvert afin de desservir les fermes de la rive droite qui lui appartenaient. Il est donc postérieur à la construction de la ligne de chemin de fer : le tronçon Châteauroux-Argenton construit de 1847 à 1854. Mais ce chantier marqué le 20 avril 1847 par la noyade de 9 ouvriers dont la barque avait chaviré, rendit nécessaire l'utilisation d'un pont de bois situé vers le viaduc. L'actuel pont resta privé jusqu'en 1975, où une donation le rend communal. Ce pont couvert d'une galerie est aujourd'hui unique en France, mais appartient à un type autrefois commun : l'existence d'une toiture a pour but de protéger la structure en bois, forcément fragile. Classé Monument historique en 1992."
Il a fait l'objet d'une restauration remarquable en 2001.
L'édifice est classé au titre des monuments historiques le 20 juillet 1992.
En face du pont sur la rive gauche de la Bouzanne se trouve une ancienne carrière souterraine (clos par une grille) et une grotte (également close). La carrière a fourni les pierres pour la construction du viaduc. D’autres carrières existent le long du vallon. Ces carrières sont anciennes. Les Romains y extrayaient déjà les pierres pour la construction des monuments d’Argentomagus.
A gauche de la grille clôturant la grotte sont visibles les traces d'extraction de sarcophages.

## Description
Le pont est constitué de deux culées en pierre, situées sur chaque rive de la Bouzanne et reliées entre elles par une structure porteuse réalisée par deux poutres triangulées. Le tablier est constitué de planches.
De part et d'autre du tablier, des murs de bois soutiennent la charpente du toit. L’assemblage est réalisé à l’ancienne avec des chevilles en bois. De chaque côté du pont, le toit est soutenu par des murs en pierre de taille maçonnées. Le pont a une longueur de 20 m, une largeur utile de 3,50 m et une hauteur de 3,50 m. Il a été restauré en 2001.

### Galerie

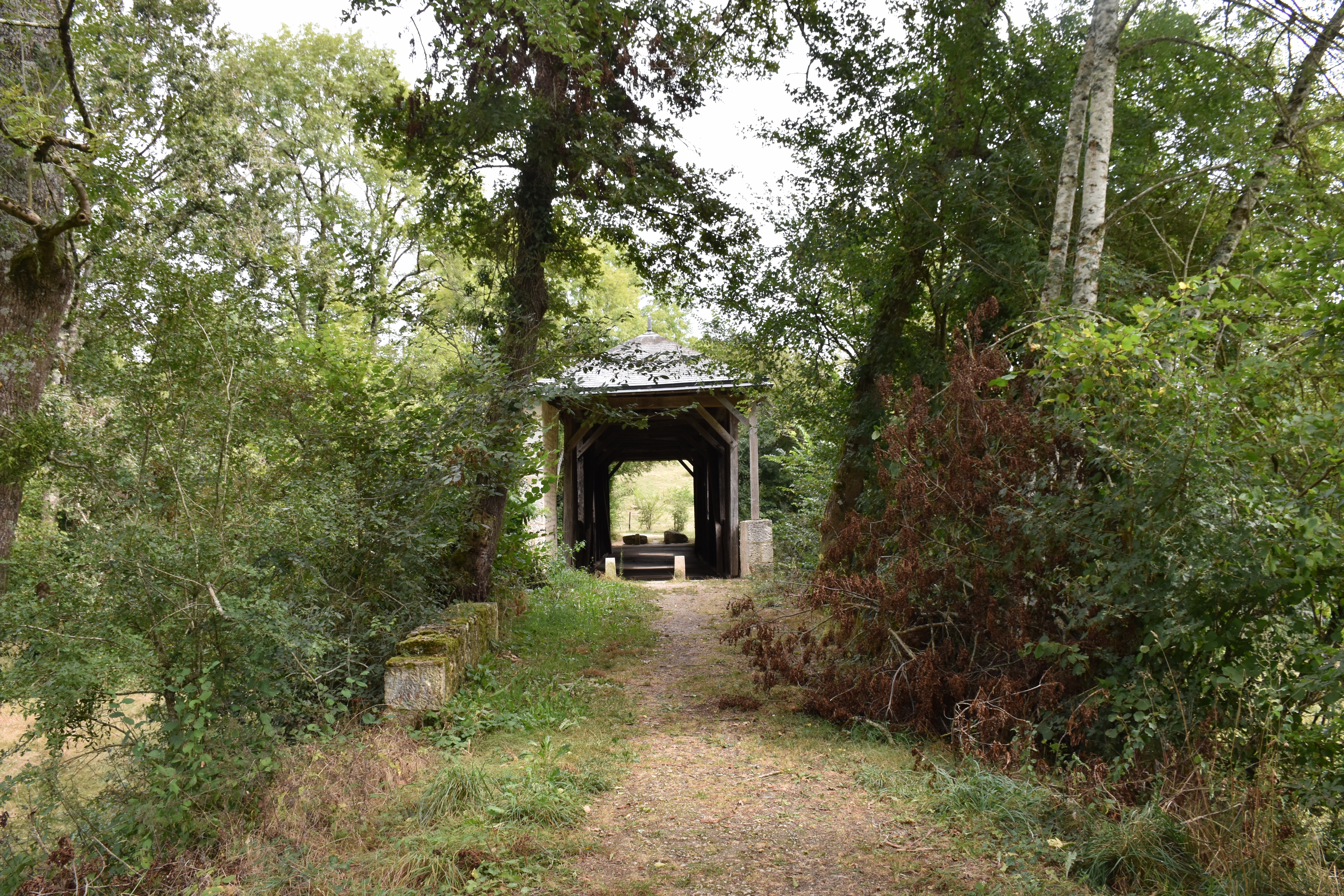
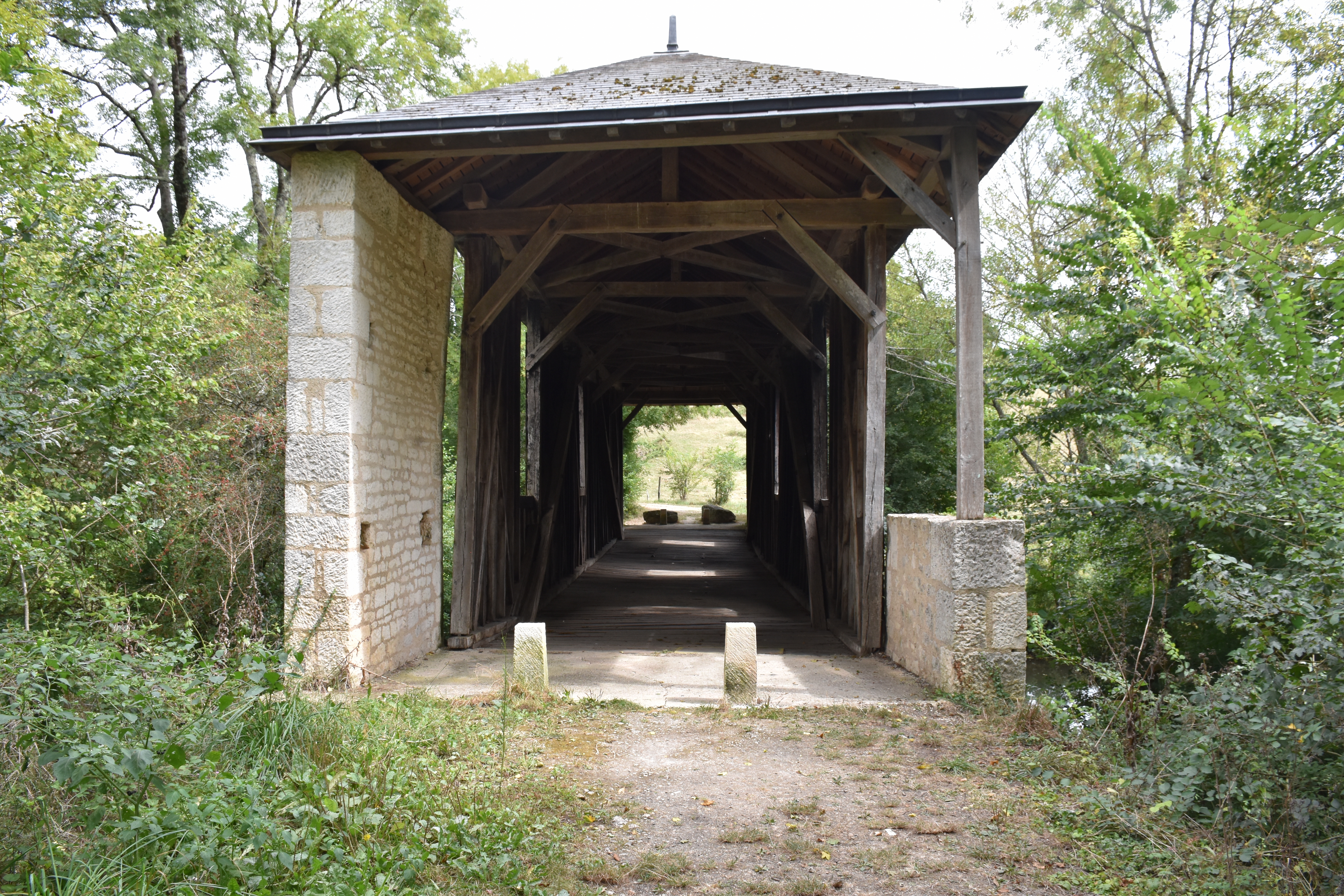
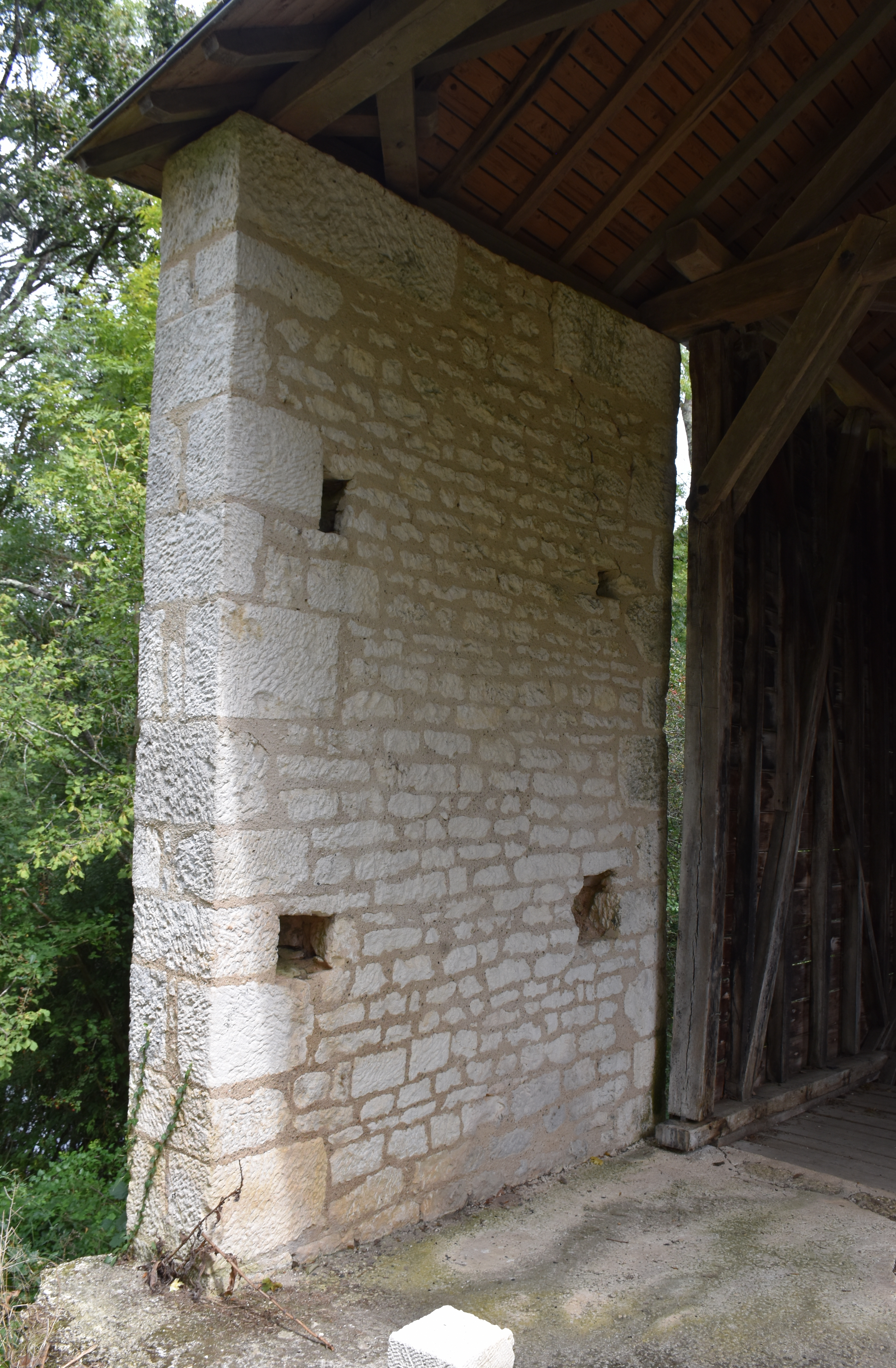
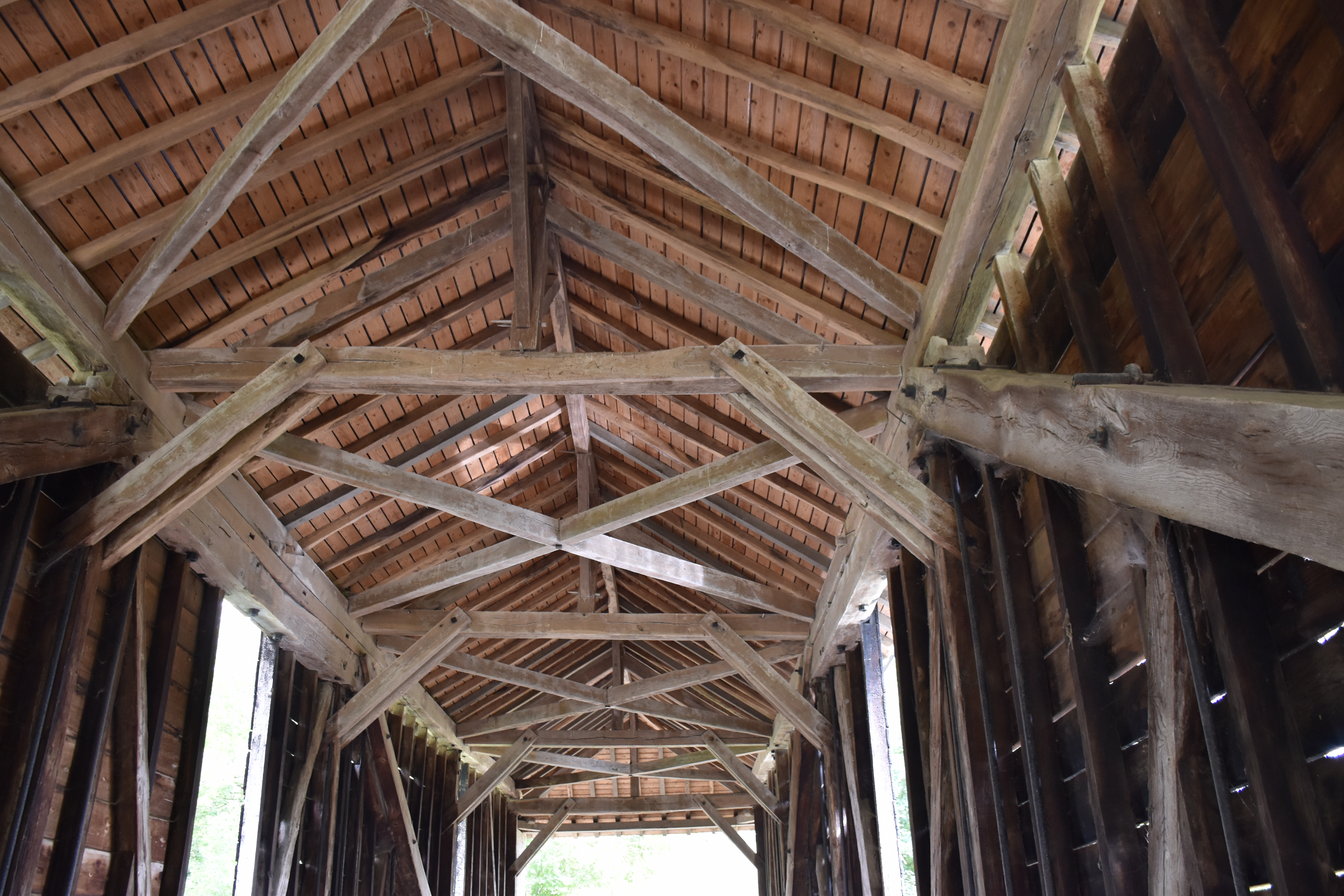
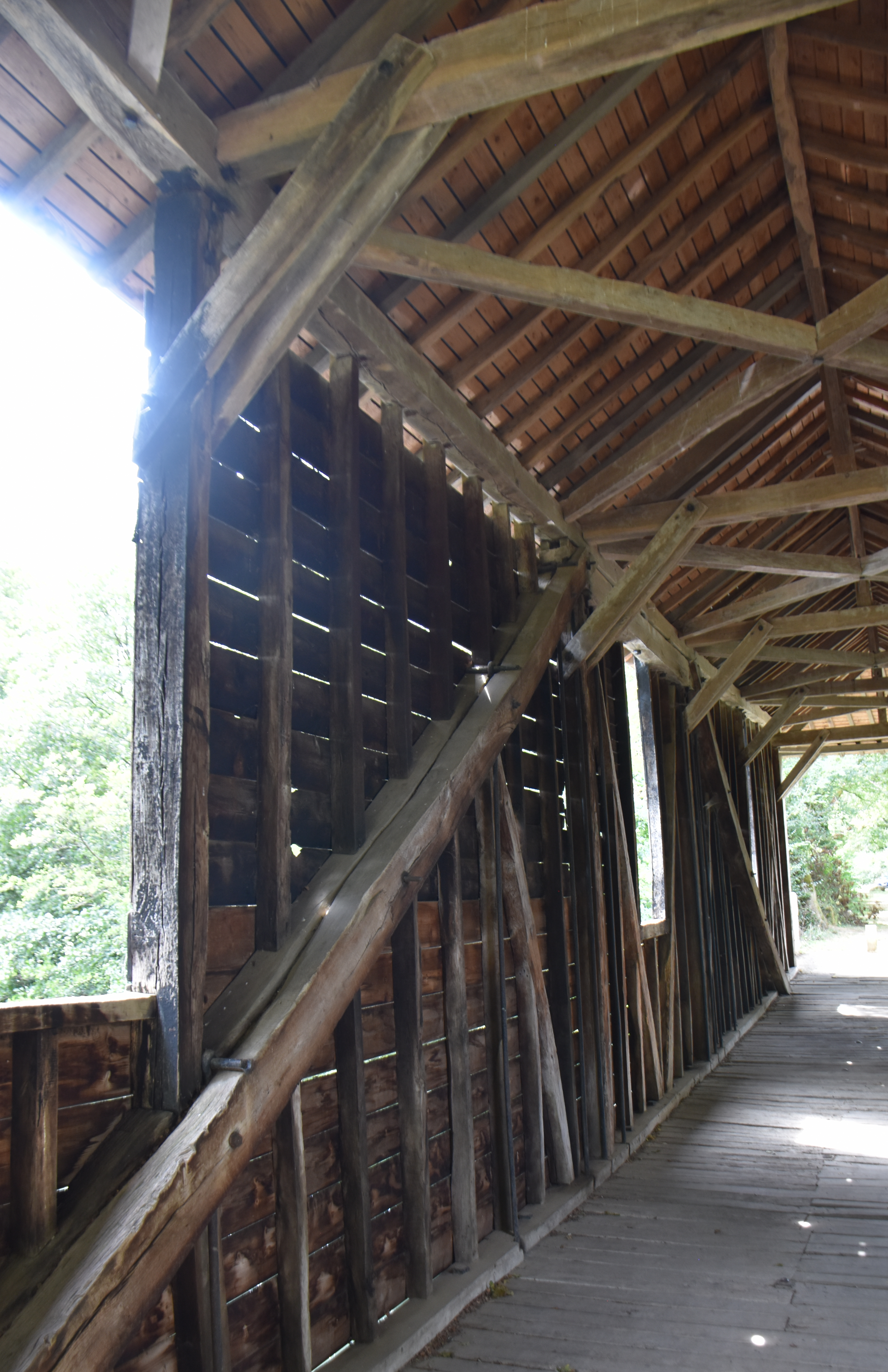
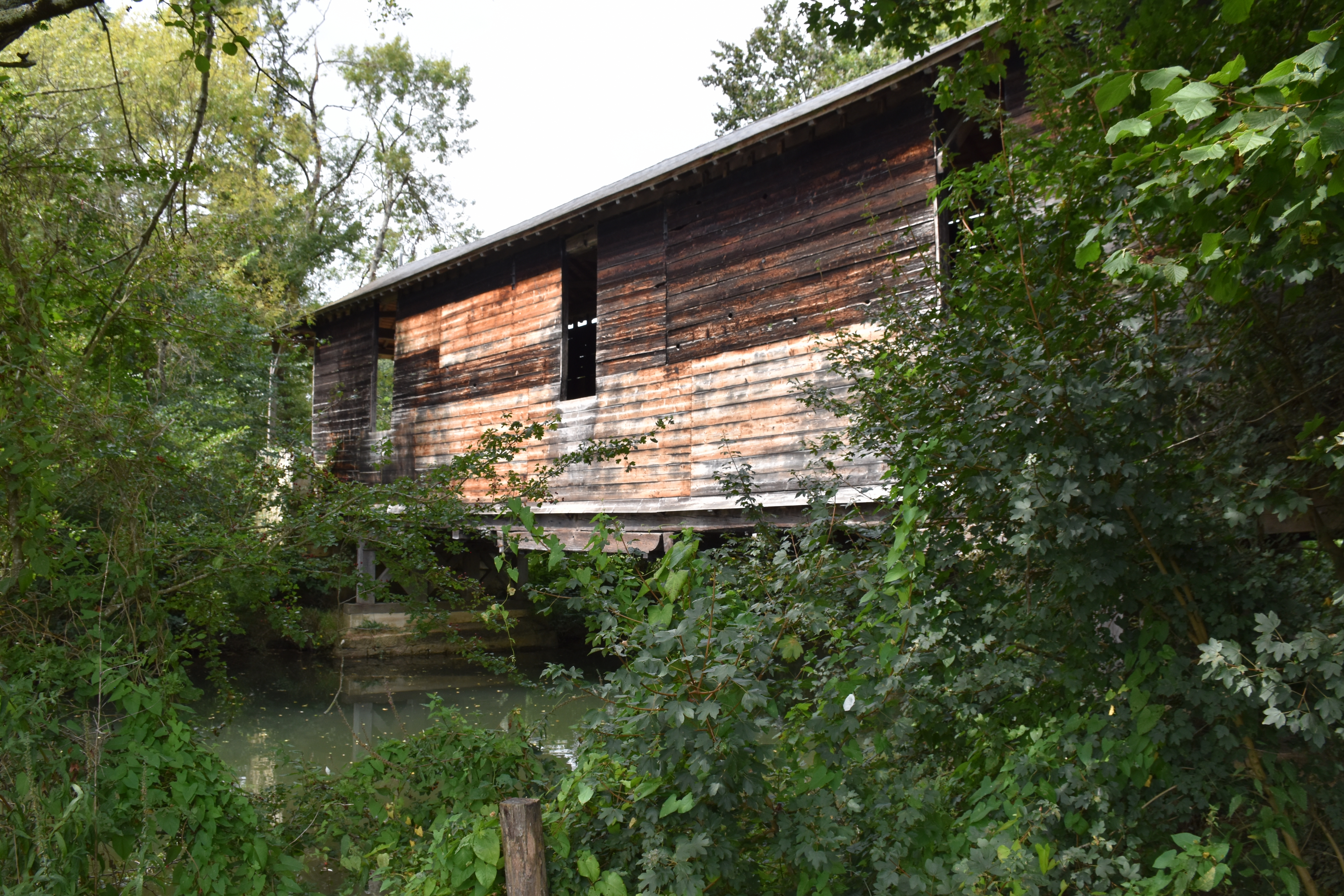
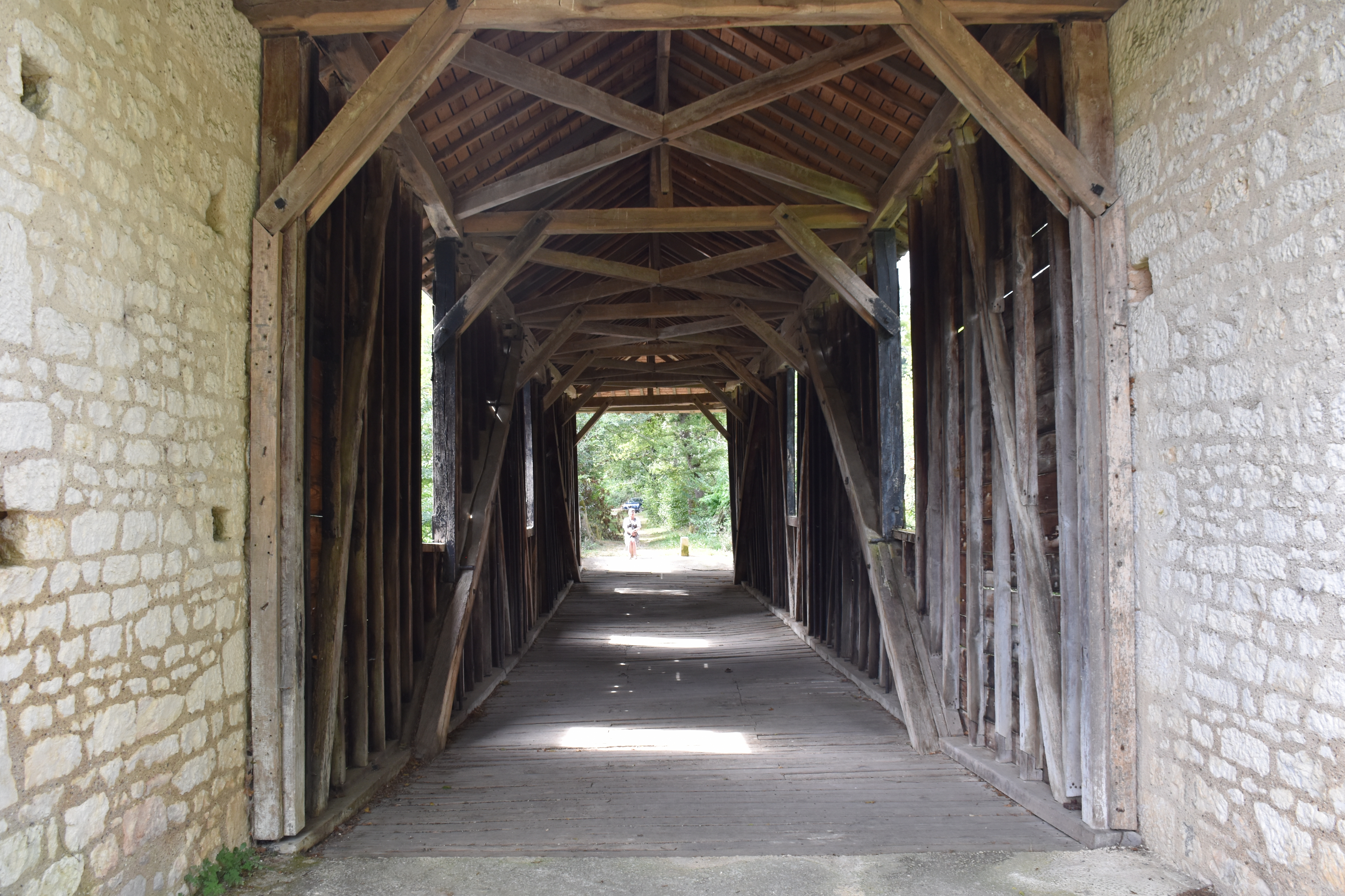